# 癒やしてあげたい
『癒やしてあげたい』（いやしてあげたい）は、MOONSTONEのサブブランドArgonautsから発売されたアダルトゲームのシリーズである。
本作は、不幸続きの主人公・広瀬浩市がふとしたきっかけでサキュバスたちとかかわる物語であり、サキュバス物を作りたいという考えをきっかけに作られた。

## リリース
第1作となる『間宮摩美は癒やしてあげたい』は2022年4月28日に発売された。
第2作となる『友莉と真凜は癒やしてあげたい』は、2022年9月30日に発売された。
第3作兼完結編にあたる『忍野路加は癒やしてあげたい』は2023年2月24日に発売された。

## 内容
本作は主人公・広瀬浩市が失業を機にサキュバスの間宮摩美（まみや まみ、声：北大路ゆき）と出会い、彼女たちの世界と関わりを持つ内容である。各タイトルで主題となるヒロインが異なる一方、他のヒロインもサブキャラクターとして登場している。
うち『間宮摩美は癒やしてあげたい』では、タイトルキャラクターである間宮摩美と出会い、サキュバスの里に行く内容となっている。摩美は幼少期に主人公と会っており、再会したことがきっかけで今まで興味がなかった異性とのスキンシップを望む。
『友莉と真凜は癒やしてあげたい』では、サキュバス学園の生徒会長・国府津 友莉（こうづ ゆうり、声：渋谷ひめ）とその親友で生徒副会緒を務める高梨 真凜（たかなし まりん、声：炭酸水棒）の二人を主役としている。
『忍野路加は癒やしてあげたい』では、サキュバス学園の寮母・忍野路加（おしの るか、声：いねむりすやこ）が主役として登場する。路加は浩市の初恋の相手だったが、とある事情で離れ離れになったという過去がある。

## 評価
BugBugによる『間宮摩美は癒やしてあげたい』の体験版レビューにおいては、ヒロインたちとの交流が丁寧に描かれていた点が評価された。